# Ниви (Золочівський район)
Ни́ви — село в Україні, у Буській міській громаді Золочівського району Львівської області. Населення становить 28 осіб. Орган місцевого самоврядування — Буська міська рада.

## Географія
Село розташоване на відстані 44 км від районного центру та на відстані 17 км від найближчої залізничної станції Красне.

## Населення

### Мова
За даними всеукраїнського перепису населення 2001 року в селі мешкало 28 осіб:
| українська | 28 | 100,00 |